# تانيا دي جونغ
تانيا دي جونغ (بالإنجليزية: Tania de Jong)‏ هي مغنية وسيدة أعمال أسترالية، ولدت في 3 نوفمبر 1964 في آرنم في هولندا.